# Antonio Sinibaldi
Pour les articles homonymes, voir Sinibaldi.
 (avril 2011).
Si vous disposez d'ouvrages ou d'articles de référence ou si vous connaissez des sites web de qualité traitant du thème abordé ici, merci de compléter l'article en donnant les références utiles à sa vérifiabilité et en les liant à la section « Notes et références ».
Antonio Sinibaldi est un moine florentin au service des Médicis comme scripteur ou écrivain, en d'autres temps on aurait dit scribe.
Son écriture manuscrite était très élégante et raffinée, mais l'arrivée de la presse à imprimer de Gutenberg a rendu son travail obsolète. Il s'est vivement indigné contre cette machine et la typographie qui détruisait l’art d’écrire et l’avait amené à la ruine.